# 귀방
귀방(鬼方)은 고대 동아시아의 한 민족이다.

## 역사
상나라 때 현재의 섬서성 동부, 산서성 북부, 내몽골 자치구 서부에 존재했으며, 황제와 인척 관계를 맺은 씨족인 대외씨(大隗氏)가 기원이라고 한다. 유목과 수렵을 하며 살아갔고, 그 수령은 귀후(鬼侯), 귀공(鬼公) 등으로 호칭되었다. 상나라의 외부 위협이 된 민족으로, 《주역·기제(旣濟)》에는 "고종(高宗)이 귀방을 정벌하여 3년이 지나 크게 이겼다.[高宗伐鬼方，三年克之。]"라고 적고 있다. 그러나 귀방과 당시 화하족은 또한 인척 관계가 있었다. 상나라의 제신은 귀방과 인척 관계가 있었고, 귀후(鬼侯)가 삼공(三公)의 반열에 있기도 했다. 비록 적지 않은 문헌에 고종이 귀방을 정벌했다는 내용을 담고 있지만, 갑골문의 복사(卜辭) 중엔 귀방에 대해 정벌을 나갔다는 내용을 명확히 담은 문구는 없다. 또한 귀방이 바이칼호에서 와서 몽골고원에서 주로 활동하였고, 또한 허타오 지역으로 남하해 황하를 돌아 섬서, 산서 지역으로 들어 왔고 적적(赤狄)으로도 지칭되었으며, 정령, 위구르 및 현재의 위구족, 위구르족의 조상이 되었다는 견해도 있다.
귀방은 보통 곤융(昆戎), 낙천(洛泉), 곤이(昆夷), 곤이(緄夷), 관이(串夷) 등의 명칭과 혼용되기도 하였다. 청나라의 방준익(方濬益)은 "귀방은 서방 여러 융(戎)의 통칭이다."라고 하였다. 또한 상나라 때에는 여러 소국들이 모두 방(方)으로 지칭되었는데, 이는 방(邦)의 의미에 해당하며 상나라에 복속되지 않은 세력에게 붙여지는 명칭으로 여겨진다. 예를 들면 귀방 외에 토방(土方), 설방(𢀛方), 고방(苦方), 용방(龍方), 마방(馬方), 촉방(蜀方), 우방(盂方), 강방(羌方), 사방(𠭯方), 비방(轡方), 이방방(二邦方) 등이 있다.
현재 귀방이란 족속과 귀방의 발전에 대해 학계에서는 다양한 설명이 있는데, 정론은 아직 없다. 근대에 와서 왕궈웨이는 귀방은 곧 흉노의 전신이라고 여겼다. 다만 현대의 학자 린윈(林沄)은 형질인류학, 자연환경 등의 관점에서 분석하면 선진 시대의 귀방 등 융적(戎狄)과 후세의 흉노 등 유목민족은 어떠한 관계도 없다고 하였다. 고고학자들은 현재의 산베이(陝北) 지역의 리자야(李家崖) 문화를 귀방과 견주어 비교하고 있는데 리자야 문화의 선주민들은 산지의 농업경제를 주로 하였고, 소량의 목축활동을 생업 형태로 경영하였다고 한다.

## 같이 보기
- 곤이
- 견융
- 훈육
- 험윤